# 청파로
청파로(靑坡路, Cheongpa-ro)는 서울특별시 용산구 이촌동 393-4에서 중구 중림동 419를 잇는 왕복 6차선 짜리 도로이다. 이 도로의 명칭은 주요 경유지인 청파동(靑坡洞)에서 따왔고, 1957년에 만초천(蔓草川)을 복개한 도로이기도 하다. 원효대교 북단에서 남영역 사거리까지의 구간은 여의대방로의 여의교부터 원효대교 북단까지의 구간과 함께 2010년까지 용호로로 불렸다.

## 역사
- 1957년 : 만초천 복개도로 개설
- 1966년 11월 26일 : ‘중림동(서대문구 중림동 9)~원효로1가(용산구 청파동3가 2)’ 구간을 청파로(靑坡路)로 지정[2]
- 2010년 4월 22일 : 도로명 주소 고시

## 주요 경유지
서울특별시
- 중구 (만리동1가 - 중림동)
- 용산구 (이촌동 - 원효로4가 - 한강로3가 - 한강로2가 - 신계동 - 문배동 - 한강로1가 - 원효로1가 - 청파동3가 - 청파동2가 - 청파동1가 - 서계동 - 동자동)

## 노선
| 교차로 · 교량         | 접속 노선    | 소재지 | 소재지           | 소재지      | 비고             |
| --------------------- | ------------ | ------ | ---------------- | ----------- | ---------------- |
|                       | 강변북로     | 용산구 | 이촌제2동        | 원효로제2동 | 교차로 이름 없음 |
|                       | 여의대방로   | 용산구 | 이촌제2동        | 원효로제2동 | 교차로 이름 없음 |
|                       | 이촌로       | 용산구 | 이촌제2동        | 원효로제2동 | 교차로 이름 없음 |
| 한강로동              |              | 용산구 |                  | 원효로제2동 | 교차로 이름 없음 |
|                       | 원효로       | 용산구 |                  | 원효로제2동 | 교차로 이름 없음 |
|                       | 원효로48길   | 용산구 | 한강로동         | 한강로동    | 교차로 이름 없음 |
| 청파로20길            |              | 용산구 | 한강로동         | 한강로동    | 교차로 이름 없음 |
| 용산전자상가          | 새창로       | 용산구 | 한강로동         | 한강로동    | 교차로 이름 없음 |
| 욱천고가차도 (용산선) |              | 용산구 | 한강로동         | 한강로동    | 육교             |
| 욱천고가차도 (용산선) | 원효로제1동  | 용산구 |                  |             | 육교             |
|                       | 원효로90길   | 용산구 | 교차로 이름 없음 |             |                  |
| 남영역                | 원효로       | 용산구 |                  |             |                  |
| 남영역                | 한강대로77길 | 용산구 | 청파동           | 청파동      |                  |
|                       | 청파로45길   | 용산구 | 청파동           | 청파동      |                  |
| 한강대로87길          |              | 용산구 | 청파동           | 청파동      |                  |
| 숙명여대입구          | 청파로47길   | 용산구 | 청파동           | 청파동      |                  |
|                       | 청파로71길   | 용산구 | 청파동           | 청파동      | 교차로 이름 없음 |
|                       | 청파로85길   | 용산구 | 청파동           | 남영동      | 교차로 이름 없음 |
| 서울역서부            | 만리재로     | 용산구 | 청파동           | 남영동      |                  |
| 서울역서부            | 중림로       | 중구   | 중림동           | 회현동      |                  |
| 중림동삼거리          | 칠패로       | 중구   | 중림동           | 회현동      |                  |
| 상수도사업본부삼거리  | 서소문로     | 중구   | 중림동           | 중림동      |                  |

## 부속도로
- ●: 전 구간 해당
- ▲: 일부 구간 해당
- ✖: 해당 없음

| 도로명       | 기점             | 종점             | 총연장 (m) | 차량 통행 가능 | 일방통행 | 소재지 | 소재지      |
| ------------ | ---------------- | ---------------- | ---------- | -------------- | -------- | ------ | ----------- |
| 청파로20길   | 한강로2가 11-2   | 한강로3가 16-37  | 724        | ●              | ✖        | 용산구 | 한강로동    |
| 청파로22길   | 한강로2가 15-33  | 한강로2가 11-19  | 239        | ●              | ●        | 용산구 | 한강로동    |
| 청파로22길   | 한강로2가 15-33  | 한강로2가 11-19  | 239        | ●              | ●        | 용산구 | 원효로제1동 |
| 청파로22가길 | 신계동 4-5       | 신계동 5-10      | 43         | ✖              | ✖        | 용산구 |             |
| 청파로39길   | 청파동3가 100    | 청파동3가 105-19 | 142        | ✖              | ✖        | 용산구 | 청파동      |
| 청파로43길   | 청파동3가 60     | 청파동3가 114-14 | 377        | ●              | ✖        | 용산구 | 청파동      |
| 청파로43가길 | 청파동3가 106-2  | 청파동3가 107-1  | 186        | ▲              | ✖        | 용산구 | 청파동      |
| 청파로43나길 | 청파동3가 107-23 | 청파동3가 29-16  | 95         | ●              | ✖        | 용산구 | 청파동      |
| 청파로43다길 | 청파동3가 105-5  | 청파동3가 90-4   | 191        | ●              | ✖        | 용산구 | 청파동      |
| 청파로43라길 | 청파동3가 107-27 | 청파동3가 118-89 | 247        | ▲              | ✖        | 용산구 | 청파동      |
| 청파로45길   | 청파동3가 24-6   | 청파동2가 71-57  | 236        | ●              | ●        | 용산구 | 청파동      |
| 청파로47길   | 청파동3가 13-1   | 청파동2가 134-6  | 630        | ●              | ▲        | 용산구 | 청파동      |
| 청파로47가길 | 청파동3가 111-71 | 효창동 1-4       | 387        | ●              | ▲        | 용산구 | 청파동      |
| 청파로47가길 | 청파동3가 111-71 | 효창동 1-4       | 387        | ●              | ▲        | 용산구 | 효창동      |
| 청파로47나길 | 청파동2가 63-5   | 청파동1가 52-1   | 564        | ●              | ✖        | 용산구 | 청파동      |
| 청파로47다길 | 청파동2가 53     | 청파동2가 60-1   | 167        | ▲              | ✖        | 용산구 | 청파동      |
| 청파로49길   | 청파동2가 92     | 청파동2가 66-1   | 322        | ●              | ✖        | 용산구 | 청파동      |
| 청파로51길   | 청파동2가 96-2   | 청파동2가 33-2   | 128        | ✖              | ✖        | 용산구 | 청파동      |
| 청파로53길   | 청파동2가 104-7  | 청파동2가 10-12  | 173        | ●              | ✖        | 용산구 | 청파동      |
| 청파로55길   | 청파동2가 114-3  | 청파동2가 22     | 88         | ✖              | ✖        | 용산구 | 청파동      |
| 청파로57길   | 청파동1가 194    | 청파동2가 10-61  | 213        | ●              | ✖        | 용산구 | 청파동      |
| 청파로57가길 | 청파동2가 10-18  | 청파동2가 38-1   | 121        | ▲              | ✖        | 용산구 | 청파동      |
| 청파로61길   | 청파동1가 180    | 청파동1가 112-4  | 108        | ▲              | ✖        | 용산구 | 청파동      |
| 청파로63길   | 청파동1가 173-1  | 청파동1가 73     | 213        | ▲              | ✖        | 용산구 | 청파동      |
| 청파로63가길 | 청파동1가 117-2  | 청파동1가 97-13  | 249        | ▲              | ✖        | 용산구 | 청파동      |
| 청파로67길   | 청파동1가 152    | 청파동1가 121-10 | 129        | ●              | ✖        | 용산구 | 청파동      |
| 청파로71길   | 청파동1가 147-1  | 청파동1가 3-11   | 531        | ▲              | ✖        | 용산구 | 청파동      |
| 청파로71가길 | 청파동1가 1-200  | 서계동 33-21     | 402        | ▲              | ✖        | 용산구 | 청파동      |
| 청파로71나길 | 청파동1가 91-7   | 청파동1가 89-182 | 159        | ●              | ✖        | 용산구 | 청파동      |
| 청파로71다길 | 청파동1가 3-99   | 청파동2가 1-4    | 224        | ●              | ✖        | 용산구 | 청파동      |
| 청파로73길   | 서계동 196-4     | 서계동 239-15    | 503        | ●              | ✖        | 용산구 | 청파동      |
| 청파로73가길 | 서계동 114-2     | 서계동 100-1     | 103        | ✖              | ✖        | 용산구 | 청파동      |
| 청파로73나길 | 청파동1가 1-78   | 청파동1가 1-51   | 89         | ✖              | ✖        | 용산구 | 청파동      |
| 청파로73다길 | 서계동 33-248    | 청파동1가 1-201  | 62         | ✖              | ✖        | 용산구 | 청파동      |
| 청파로75길   | 서계동 209       | 서계동 213       | 113        | ✖              | ✖        | 용산구 | 청파동      |
| 청파로77길   | 서계동 130-4     | 서계동 54-4      | 225        | ✖              | ✖        | 용산구 | 청파동      |
| 청파로77가길 | 서계동 96-25     | 서계동 96-10     | 102        | ▲              | ✖        | 용산구 | 청파동      |
| 청파로83길   | 서계동 47-15     | 서계동 96-10     | 191        | ▲              | ✖        | 용산구 | 청파동      |
| 청파로85길   | 서계동 47-6      | 서계동 246-125   | 381        | ▲              | ▲        | 용산구 | 청파동      |
| 청파로85가길 | 서계동 33-44     | 서계동 239-15    | 276        | ●              | ✖        | 용산구 | 청파동      |
| 청파로89길   | 서계동 224-38    | 서계동 237-28    | 371        | ●              | ✖        | 용산구 | 청파동      |
| 청파로93길   | 서계동 220-3     | 서계동 235-23    | 328        | ▲              | ✖        | 용산구 | 청파동      |
| 청파로95길   | 서계동 220-3     | 서계동 221-10    | 109        | ✖              | ✖        | 용산구 | 청파동      |
| 청파로103길  | 중림동 65        | 중림동 130-1     | 204        | ●              | ✖        | 중구   | 중림동      |

## 사진
용산구 : 한강3가 구간

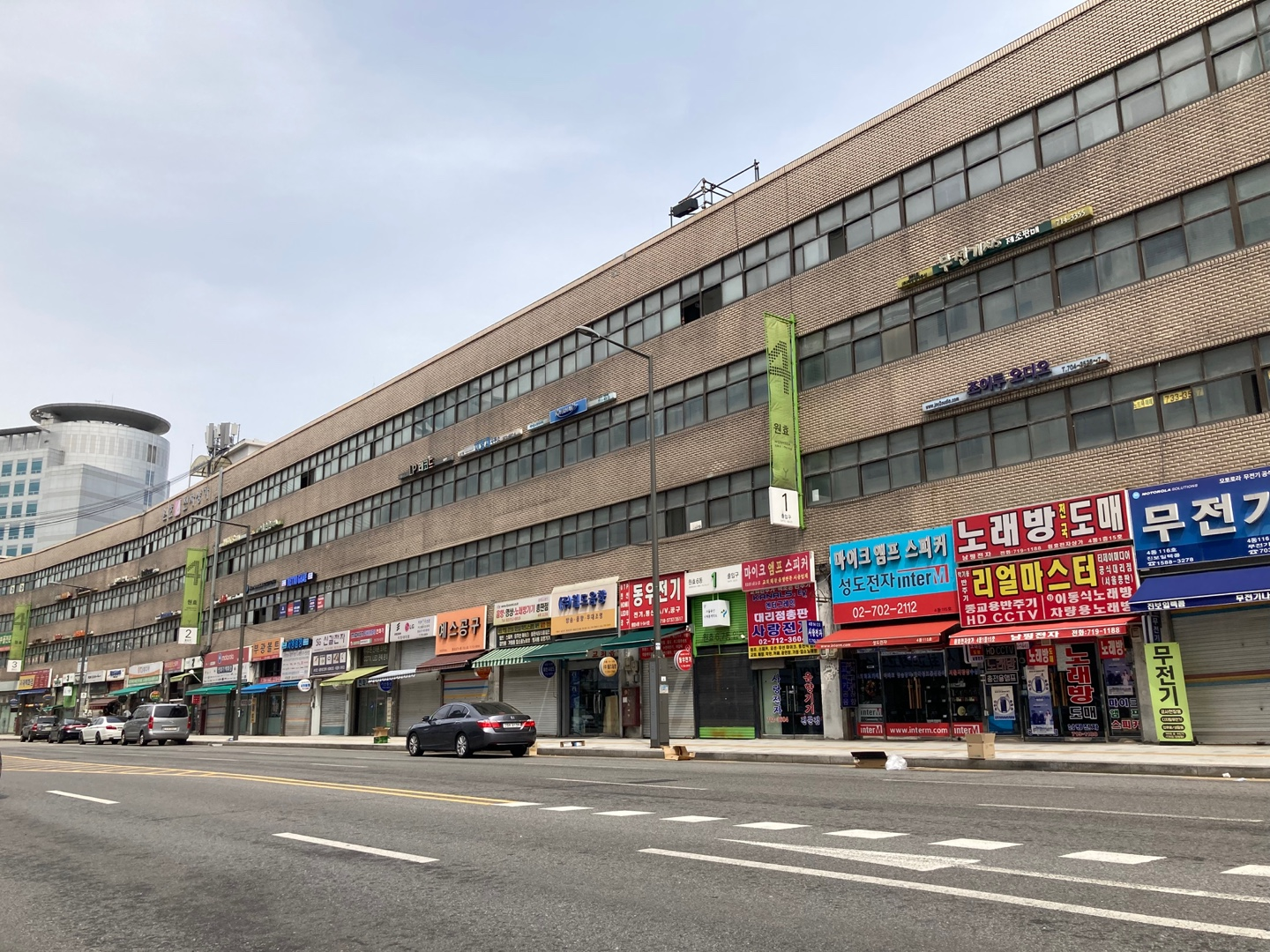
원효상가(청파로 83)
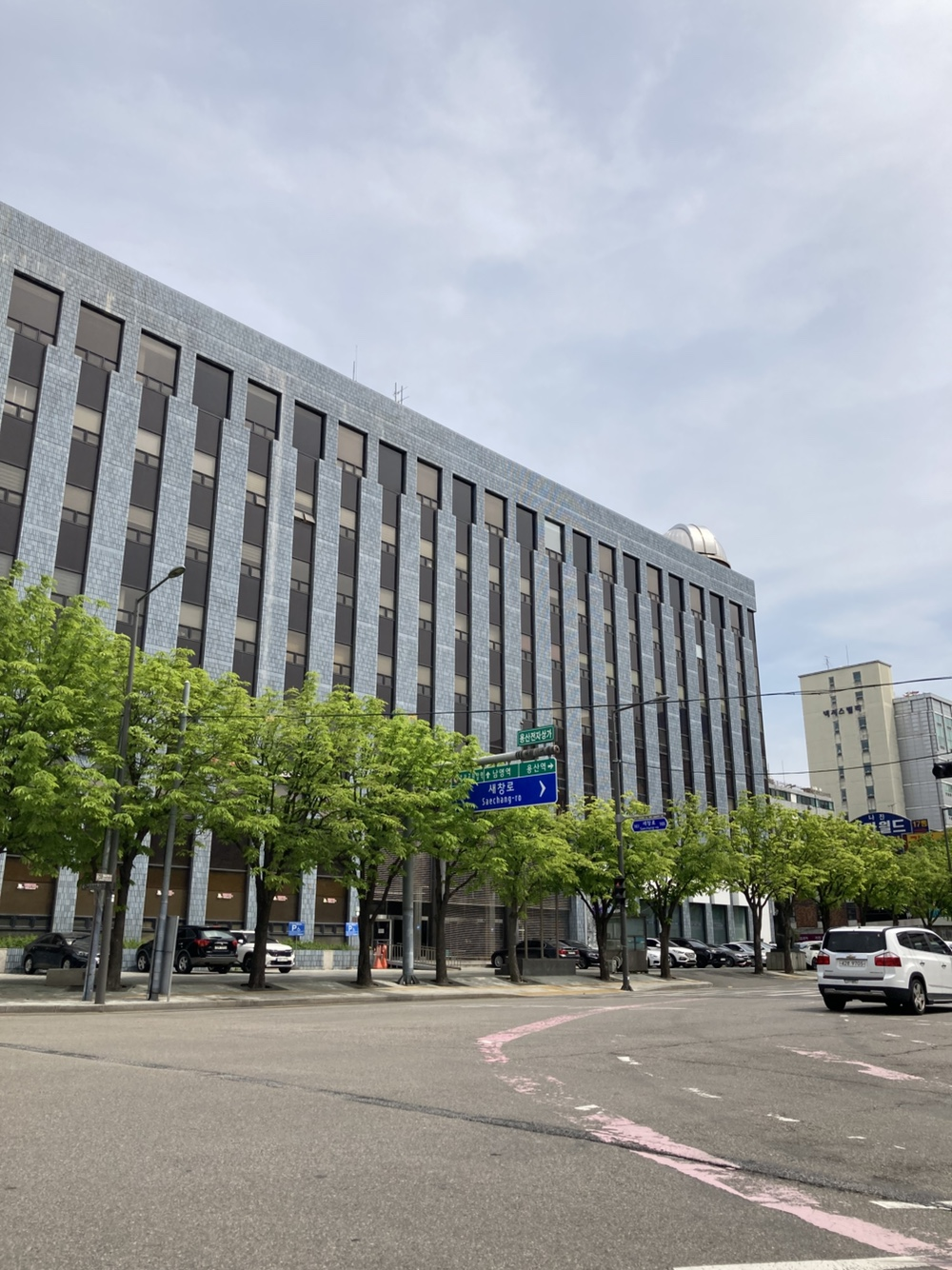
나진전자월드상가(청파로 109)
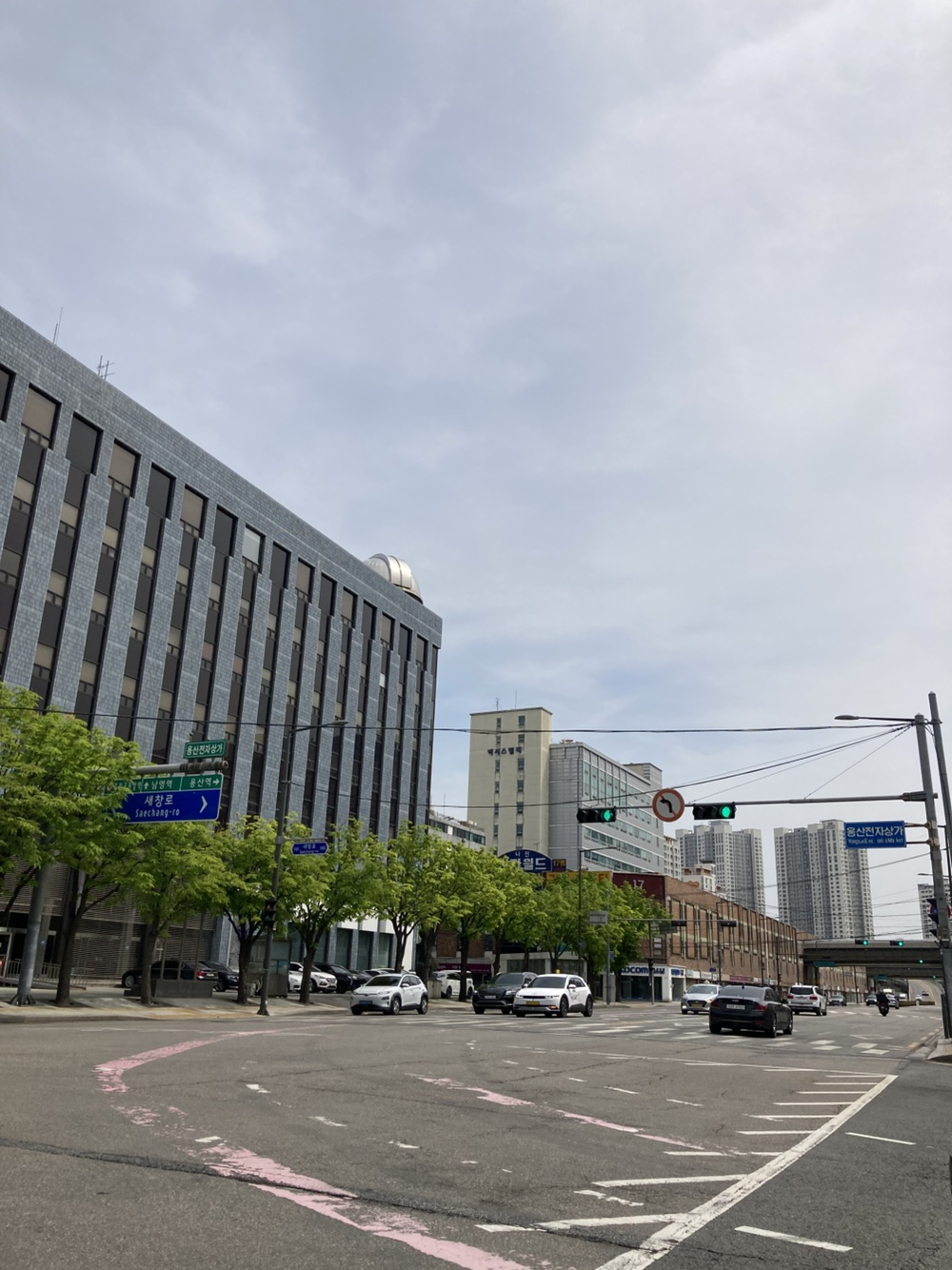
청파로와 새창로가 만나는 교차로